# Nächtliche Sehnsucht – Hemmungslos
Nächtliche Sehnsucht – Hemmungslos (Originaltitel: Drôle d’endroit pour une rencontre) ist ein französisches Filmdrama von François Dupeyron aus dem Jahr 1988 mit Catherine Deneuve und Gérard Depardieu in den Hauptrollen. 

## Handlung
Nach einem Streit wird die kapriziöse France von ihrem Ehemann Vincent an einem Autobahnrastplatz ausgesetzt. Es ist kalt und bereits spät, sie entschließt sich dennoch, dort zu warten. Sie ist überzeugt, dass ihr Mann es sich anders überlegt und zurückkehrt. Auf dem Rastplatz lernt sie einen Arzt namens Charles kennen, der wegen einer Panne festsitzt und bereits seit zwei Tagen seinen Motor auseinandernimmt. Er meint, sie solle per Anhalter weiterfahren. Es sei viel zu kalt, um zu warten. France will dennoch an Ort und Stelle ausharren. Als ein Ehepaar Rast macht, versucht Charles, France in das Auto des Paares zu setzen. France wehrt sich und flieht in einen kleinen Wald. Charles sucht sie und findet sie bei den Toiletten. 
Bei jedem vorbeifahrenden Auto hofft France, es sei ihr Mann. Ein Autofahrer hält sie prompt für eine Prostituierte und will, dass sie in sein Auto einsteigt. Da sie trotz Nerzmantel friert, macht ihr Charles auf dem Bordstein ein kleines Feuer und gibt ihr eine Decke, damit sie sich wärmen kann. Sie setzen sich schließlich in sein Auto, um darin zu übernachten. Charles gibt France Socken und Turnschuhe, die sie eilig gegen ihre Stöckelschuhe austauscht. Als France am nächsten Morgen aufwacht, gibt sie Charles die Schuld, dass sie eingeschlafen war und deshalb vermutlich ihren Mann verpasst hat. Als der Pannendienst Charles’ Auto abschleppen will, entschließt sich France mitzufahren. Bei einer Raststätte mit einer Cafeteria machen sie Halt, um einen Kaffee zu trinken. France fragt die Bedienung, ob diese ihren Mann gesehen habe, und zeigt der jungen Frau namens Sylvie ein Foto. Sylvie habe Vincent tatsächlich gesehen. Er sei in der Cafeteria gewesen, habe von seiner Frau erzählt und sei wieder abgefahren. France will nun an der Raststätte auf ihren Mann warten. Charles entschließt sich, bei ihr zu bleiben, und bezahlt den Mann vom Pannendienst.
In der Toilette wird France auf eine Frau aufmerksam, die ein Kleid mit Leopardenmuster trägt. Da sie ihrem Mann bei seiner Rückkehr gefallen will, überredet sie die Frau, mit ihr das Kleid zu tauschen. Anschließend steigt France zu Charles ins Auto. Sie unterhalten sich und France fängt an, ihn zu küssen. Als Charles sie noch einmal küssen will, steigt France aus dem Auto wieder aus. Sie geraten in Streit, weil France ihren Mann nicht anrufen will. Er sei sowieso nicht zu erreichen, meint France. Während sie in der Cafeteria sitzt, findet Charles in ihrer Tasche auf dem Beifahrersitz ihr Notizbuch. Er ruft Frances Mann in einer Telefonzelle an. France eilt zu ihm und nimmt ihm den Hörer aus der Hand. Sie sagt Vincent, dass sie ihn liebe und auf ihn warte. Vincent legt schließlich auf.
Am Abend trinkt France erneut einen Kaffee in der Cafeteria, während Charles in seinem Auto sitzt. Es treffen schließlich mehrere Lastkraftwagen ein. Charles blockiert mit seinem Wagen einen Parkplatz, der für Fernfahrer reserviert ist. Georges, einer der Fahrer, beschwert sich darüber, doch kann Charles nichts machen. Sein Auto streikt. Während Charles nach Sylvies Feierabend mit dieser ins Gespräch kommt, verlässt France die Raststätte und läuft an der Autobahn entlang. Die Fernfahrer fahren ihr in einem Truck nach und nehmen sie mit. Sie befinden sich jedoch auf der falschen Fahrbahn. Georges macht sich nun einen Spaß daraus, die entgegenkommenden Autos im Slalom zu umfahren. Sie kehren schließlich zur Raststätte zurück, wo sich inzwischen mehrere Prostituierte eingefunden haben. Während die anderen Fernfahrer sich jeweils ein leichtes Mädchen aussuchen, bleibt France bei Georges. Dieser zieht den Vorhang seines Trucks zu. Charles, dessen Auto genau davor steht, fängt an zu hupen. Dann schaltet er sein Radio ein und versucht, France zu vergessen und zu einer Opernarie einzuschlafen.
Am nächsten Morgen setzt sich France in der Cafeteria weder zu Charles noch zu Georges. Als sie ihre Tasche aus Charles’ Auto holt, versucht Pierrot, ein weiterer Fernfahrer, das Auto zu reparieren. Sylvie kommt daraufhin mit zwei Reisetaschen vorbei. Sie will endlich ihr Elternhaus verlassen und mit Charles mitfahren. Nachdem er ihre Taschen in seinem Kofferraum verstaut hat, zieht es ihn jedoch erneut zu France. Diese bittet ihn zu gehen. Anschließend sitzt er mit Sylvie in der Cafeteria. Als er zu seinem Auto zurückkehrt, findet er darin die schlafende France vor. Er setzt Sylvies Taschen vor der Raststätte ab und fährt mit France in seinem reparierten Auto weiter.

## Hintergrund
Die Dreharbeiten fanden hauptsächlich an einer Raststätte bei Portes-lès-Valence im Département Drôme nahe der Rhone statt. Regisseur François Dupeyron lieferte mit dem Filmdrama sein Spielfilmdebüt, für das er mit Gérard Depardieu und Catherine Deneuve gleich zwei große Stars des französischen Kinos gewinnen konnte. Depardieu und Deneuve hatten zuvor bereits in François Truffauts Die letzte Metro (1980), in Die Männer, die ich liebte (1980), Wahl der Waffen (1981) und Fort Saganne (1984) gemeinsam vor der Kamera gestanden. 
Nächtliche Sehnsucht – Hemmungslos wurde am 5. Oktober 1988 in Frankreich uraufgeführt, wo der Film von rund 394.000 Kinozuschauern gesehen wurde. In Deutschland war der Film erstmals am 9. November 1989 in den Kinos zu sehen.

## Kritiken
Dem Lexikon des internationalen Films zufolge sei Nächtliche Sehnsucht – Hemmungslos „[f]ormal zwar ambitioniert“ und ein „um die Erneuerung des poetischen Realismus’ bemühter Erstlingsfilm“, doch sei dieser „trotz der Besetzung über ein zähflüssiges Psychodrama nicht [hinausgekommen]“. Cinema kam zu einem ähnlichen Schluss und bezeichnete François Dupeyrons Regiedebüt als „schleppende[s] Psychodrama“, das „wie eine Überdosis Baldrian [wirkt]“.

## Auszeichnungen
Bei der César-Verleihung 1989 war der Film in den Kategorien Bestes Erstlingswerk, Bestes Drehbuch, Beste Hauptdarstellerin (Catherine Deneuve) und Beste Nachwuchsdarstellerin (Nathalie Cardone) für den César nominiert, ging am Ende jedoch leer aus. Deneuve unterlag dabei Isabelle Adjani in Camille Claudel und Cardone Catherine Jacob in Das Leben ist ein langer, ruhiger Fluß.

## Deutsche Fassung
Die deutsche Synchronfassung entstand 1989 bei der Hermes Synchron in Berlin nach dem Dialogbuch von Andreas Pollak, der auch die Synchronregie übernahm.
| Rolle           | Darsteller          | Synchronsprecher  |
| --------------- | ------------------- | ----------------- |
| France          | Catherine Deneuve   | Helgard Bruckhaus |
| Charles         | Gérard Depardieu    | Manfred Lehmann   |
| Georges         | André Wilms         | Ingo Albrecht     |
| Sylvie          | Nathalie Cardone    | Melanie Pukaß     |
| Pierrot         | Jean-Pierre Sentier | Klaus Münster     |
| Madame Martinet | Dominique Reymond   | Claudia Arndt     |
| Simone          | Marie-France Santon | Traudel Haas      |